# Delische Bond

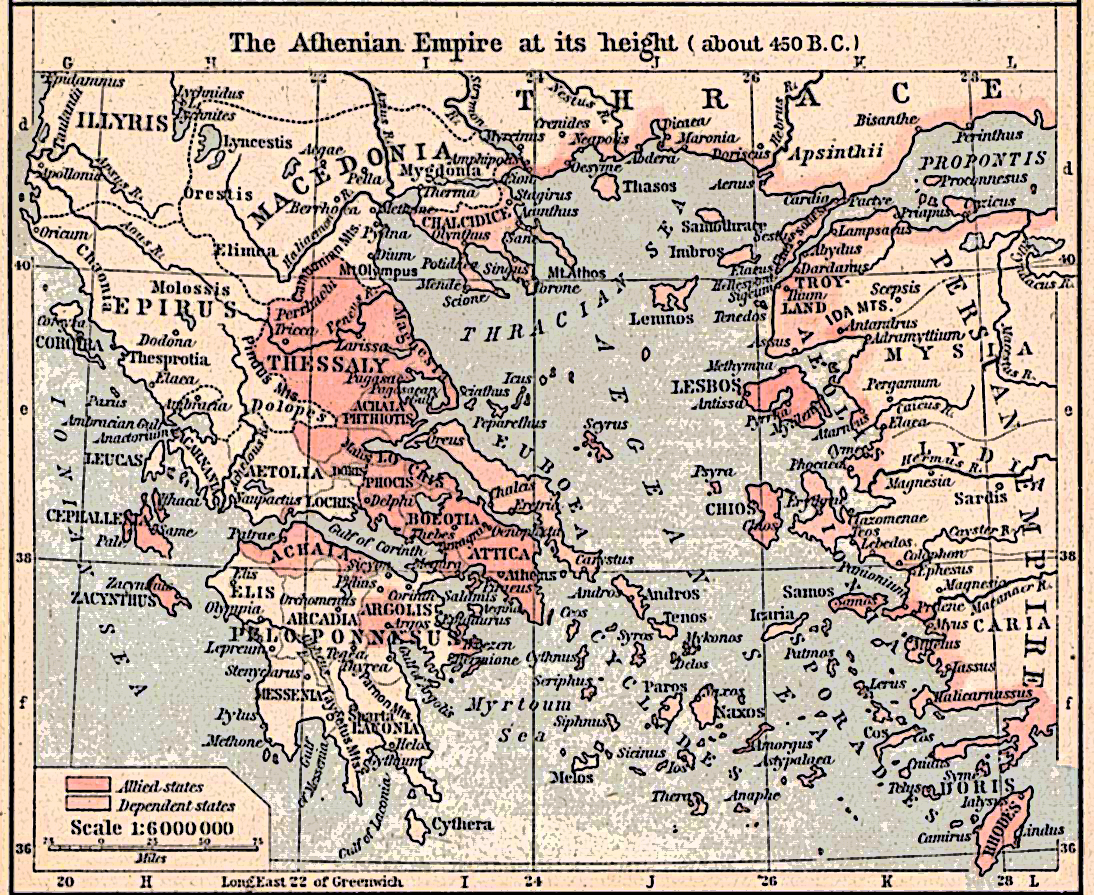
Athene en bondgenoten in 450 v.Chr.

De Delische Bond, ook wel de Delisch Attische of Attisch-Delische Zeebond, is de naam die men tegenwoordig aan het bondgenootschap geeft, dat Athene in de tijd van het oude Griekenland met verschillende staten uit de Egeïsche Zee als tegenhanger voor de Peloponnesische Bond had gesloten. Het bondgenootschap heette in de oudheid Athene en zijn bondgenoten, Oudgrieks: οἱ Ἀθηναῖοι καὶ οἱ σύμμαχοι.

## Voorgeschiedenis
Na afloop van de Perzische Oorlogen kwamen de staten rond de Egeïsche Zee, die zich door het Perzische Rijk bedreigd voelden, in 479 v.Chr. op Delos samen en sloten er een militair samenwerkingsverbond met het doel elkaar hulp tegen de Perzische dreiging te bieden. Het initiatief tot de conferentie kwam van de Atheense leiders Aristides en Kimon II.

## Leiding en organisatie
De Peloponnesische Bond onder leiding van Sparta stond model voor de organisatie. De leiding van de Delische Bond werd aan Athene toevertrouwd, omdat Athene de sterkste vloot bezat. Bij de aanvang werd overeengekomen dat het bondgenootschap niet tegen Sparta was gericht en evenmin dat Athene het als een machtsinstrument mocht gebruiken. De bond werd als een permanent genootschap georganiseerd, zowel defensief als offensief.
Het eiland Delos werd als centrum en zetel van de vergaderingen gekozen, waarbij Athene evenals de andere lidstaten, spoedig meer dan 150!, slechts één stem had. De lidstaten verplichtten zich ertoe schepen ter beschikking stellen ofwel een evenredige financiële bijdrage, Oudgrieks: φόρος, foɾos, te leveren. Aldus vormde zich op Delos een heuse bondsschat.

## Verdere evolutie
De suprematie van Athene was in de praktijk echter groter dan uit de aangegane verbintenissen en uit de clausules bleek. Nadat de Perzische dreiging nagenoeg opgehouden had te bestaan, werd de Delische Bond geleidelijk aan misbruikt als instrument voor de uitbouw van een Atheens imperium. De kleinere lidstaten bleef doorgaans geen andere keuze dan het machtige Athene in alles te volgen. Oppositie en afvalligheid werden niet geduld en zelfs als verraad afgestraft. Toen Athene in 454 v.Chr. onder impuls van Perikles eenzijdig besloot om de bondsschat binnen de eigen stadsmuren 'in veiligheid' te brengen, werd het duidelijk dat Athene de leiding had overgenomen. Athene veranderde van een bondgenoot in een grootmacht.
Er werd jaarlijks een contributie van 1.000 talenten geëist. Lidstaten die zich hiertegen verzetten, verloren zelfs bij geringe verdenking hun zelfstandigheid. Athene kon het zich permitteren eenzijdig de bondsbijdrage te verhogen en de contributie aan te wenden voor de eigen doeleinden. Zo liet Perikles behalve het Parthenon meer bouwen voor het algemeen nut. Dit was de belangrijkste oorzaak van de Peloponnesische Oorlog, die in 404 v.Chr. eindigde met de volledige nederlaag van Athene. Dat betekende het einde van de Attisch-Delisch Bond, waardoor  Athene ook de controle over Delos verloor. 
Een tweede Delische Bond werd in 378 v.Chr. opgericht, maar die was lang niet zo uitgebreid als zijn voorganger.
Ionische Opstand · Eerste Perzische invasie · Tweede Perzische invasie · Oorlogen van de Delische Bond